# Dominique Arnold
Dominique Arnold (* 14. September 1973 in Compton, Kalifornien) ist ein US-amerikanischer Leichtathlet und US-amerikanischer Rekordhalter über die 110 Meter Hürden.
Der 110-Meter-Hürden-Sprinter Arnold hatte seinen ersten größeren Erfolg 1999, als er Fünfter der US-amerikanischen Meisterschaften wurde. 2006 wurde er in 13,10 Sekunden US-Meister. 2001 wurde er Vierter der US-Meisterschaften. Nach Verletzungspausen konnte er nur mühsam wieder an seine vorherige Form anschließen. Dies gelang ihm 2005, als er mit neuer persönlicher Bestzeit von 13,01 Sekunden Zweiter der US-Meisterschaften wurde und sich damit erstmals für die Leichtathletik-Nationalmannschaft der USA qualifizieren konnte. Bei den Weltmeisterschaften 2005 in Helsinki verpasste er als Vierter eine Medaille nur knapp.
Beim Leichtathletik-Meeting in Lausanne 2006 konnte er mit 12,90 Sekunden einen neuen US-amerikanischen Landesrekord aufstellen. Jedoch reichte es für ihn nicht zum Weltrekord, weil der Chinese Liu Xiang zwei Hundertstelsekunden schneller war als Arnold. Er unterbot allerdings den alten Weltrekord von Liu Xiang und dem Briten Colin Jackson, die zuvor gemeinsam den Weltrekord von 12,91 Sekunden innehatten.
Dominique Arnold hat bei einer Größe von 1,85 m ein Wettkampfgewicht von 76 kg.